# Adhemarius eurysthenes
Adhemarius eurysthenes är en fjärilsart som beskrevs av Felder 1874. Adhemarius eurysthenes ingår i släktet Adhemarius och familjen svärmare. Inga underarter finns listade i Catalogue of Life.

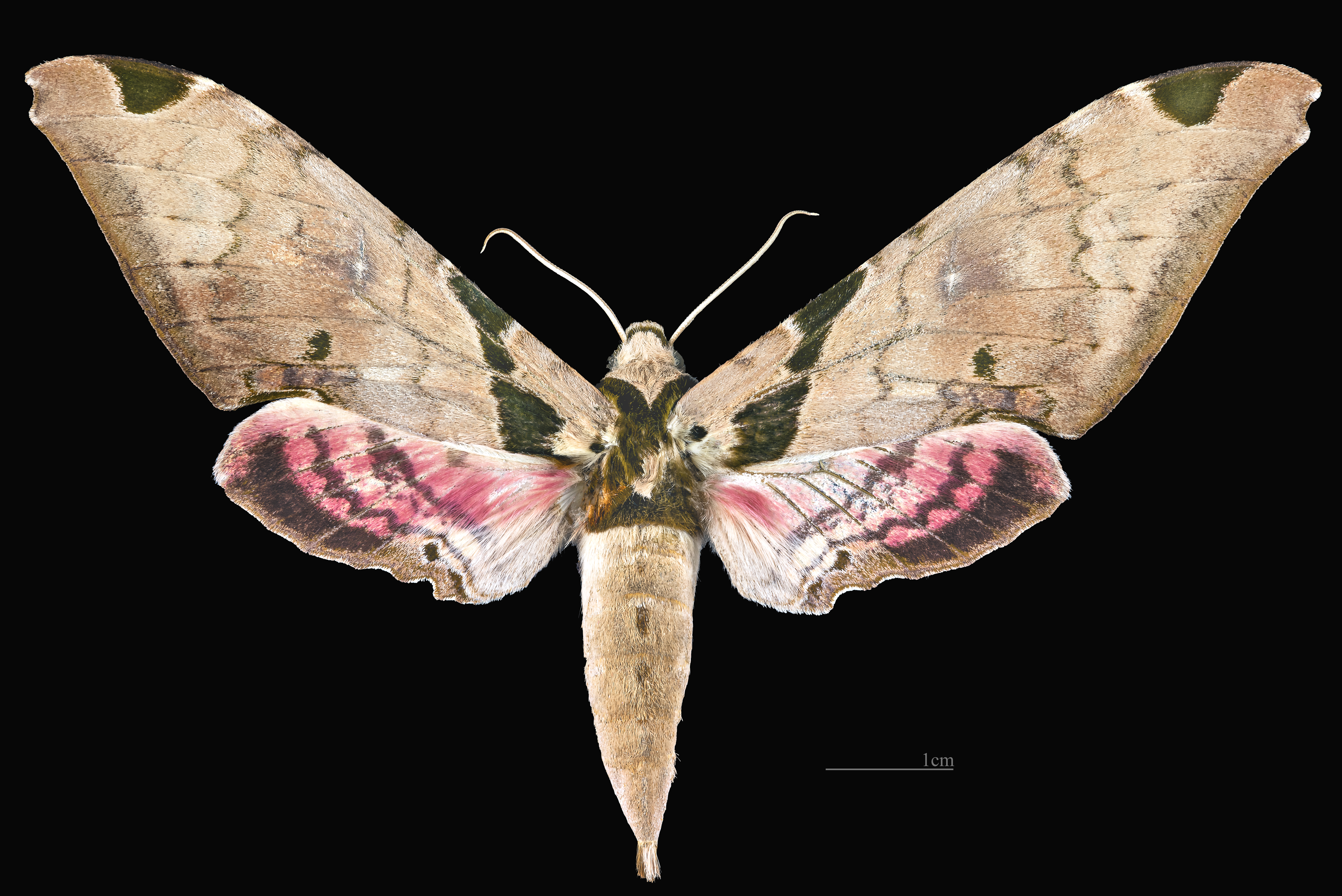
Adhemarius eurysthenes ♀  △